# Modrogończyk białopręgi
Modrogończyk białopręgi (Lampides boeticus) – motyl dzienny z rodziny modraszkowatych.

## Wygląd
Rozpiętość skrzydeł od 32 do 38 mm, dymorfizm płciowy wyraźny: wierzchnia strona skrzydeł samców fiolotowo-niebieska; samica jest brunatna.

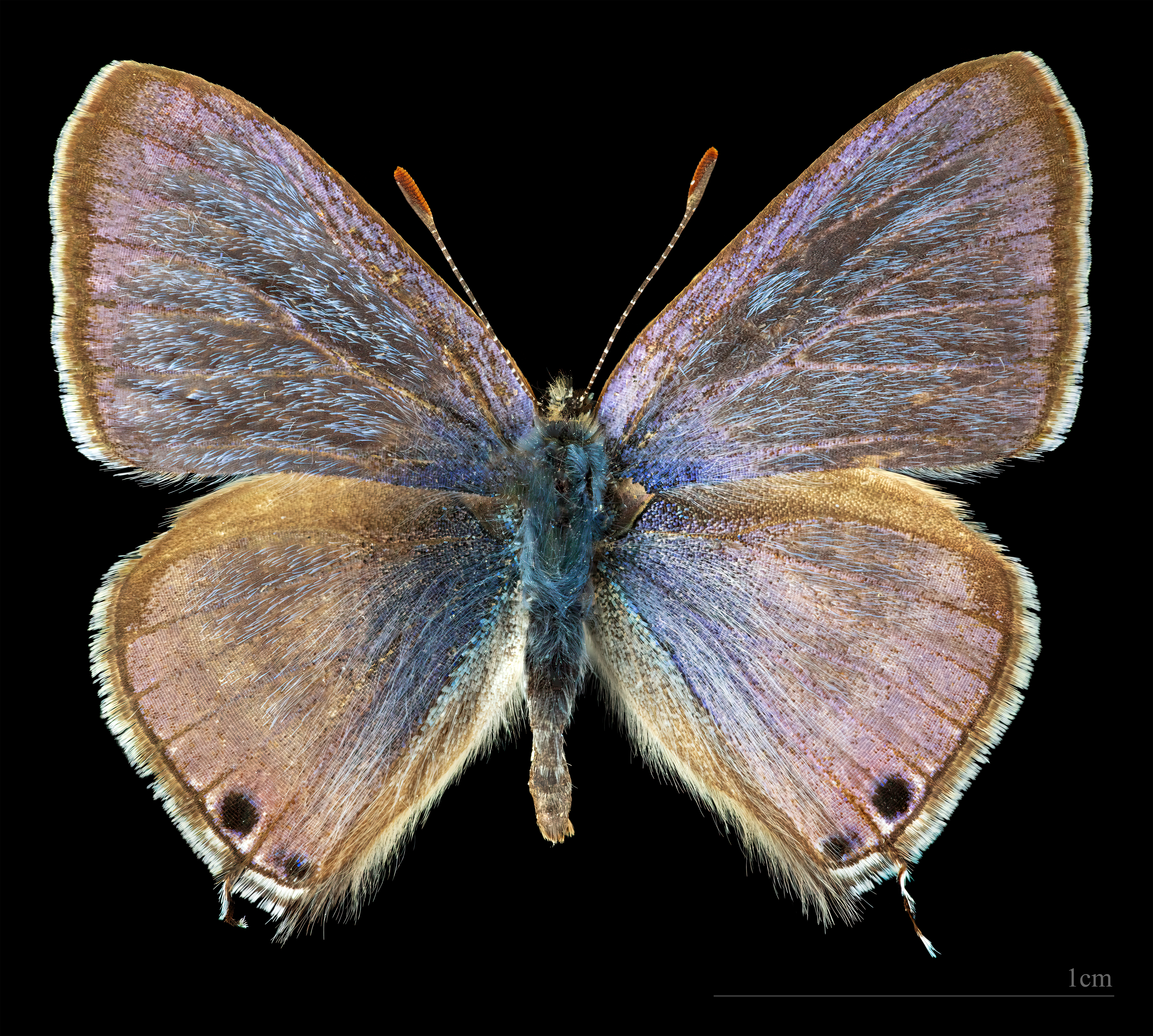
Lampides boeticus ♂
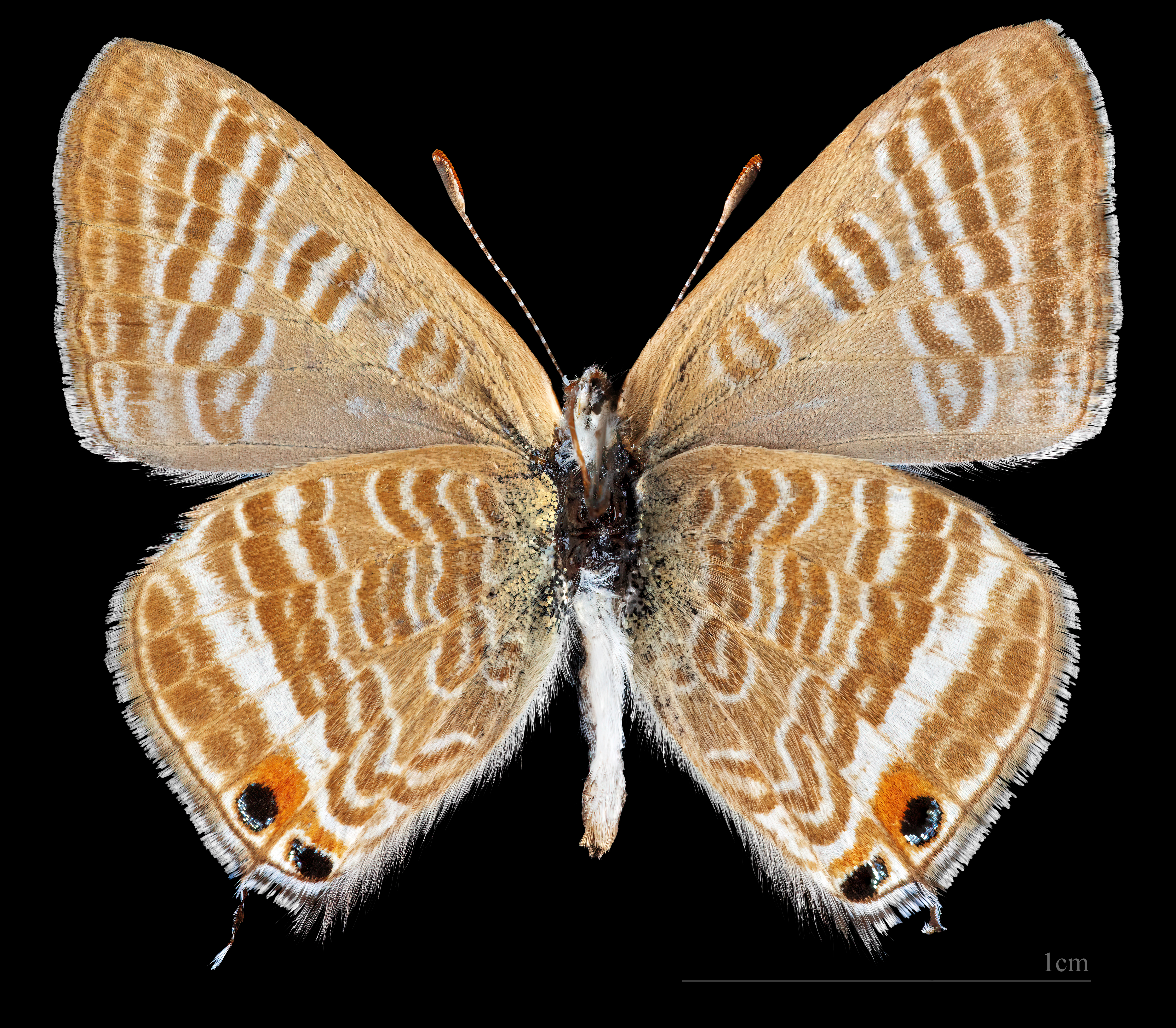
Lampides boeticus ♂  △

## Siedlisko
Stepy, zarośla, tereny ruderalne.

## Biologia i rozwój
Gatunek wielopokoleniowy (marzec-listopad), w Europie Środkowej występują jedynie migranty w okresie od czerwca do października (najczęściej we wrześniu). Rośliny żywicielskie: różne gatunki z rodziny bobowatych. Jaja składane są na młodych liściach i pękach kwiatowych. Larwy żerują na początku na kwiatach, potem na nasionach. Gatunek fakultatywnie myrmekofilny.

## Rozmieszczenie geograficzne
Gatunek paleotropikalny, pospolity w obszarze śródziemnomorskim. W Europie Środkowej pojawia się jako rzadki migrant, w Polsce odnotowano tylko jeden okaz na Dolnym Śląsku.